# St. Zeno (Windischhausen)

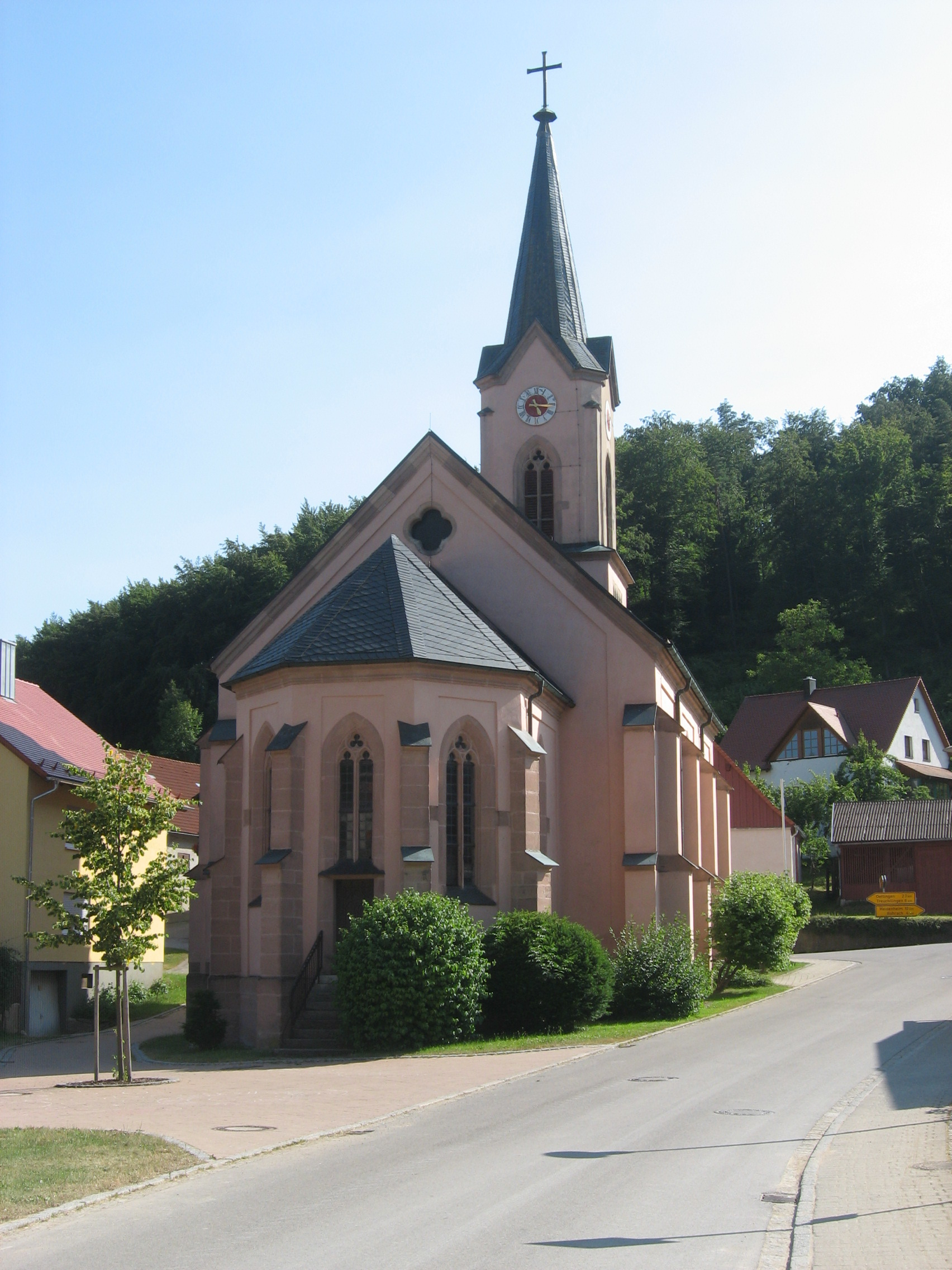
St. Zeno (Windischhausen), Bild aufgenommen 2013

Die denkmalgeschützte, evangelisch-lutherische Filialkirche St. Zeno steht in Windischhausen, einem Gemeindeteil der bayerischen Stadt Treuchtlingen im mittelfränkischen Landkreis Weißenburg-Gunzenhausen. Die Kirche ist unter der Denkmalnummer D-5-77-173-177 als Baudenkmal in der Bayerischen Denkmalliste eingetragen. Die Kirche ist dem hl. Zenon von Verona geweiht. Das Bauwerk mit der postalischen Adresse Windischhausen 24 steht innerhalb des Windischhausener Ortskerns an der Hauptstraße umgeben von weiteren denkmalgeschützten Bauwerken und unmittelbar südlich der Rohrach auf einer Höhe von 480 m ü. NHN. Die Kirche gehört zur Kirchengemeinde St. Georg (Auernheim) im Dekanat Heidenheim im Kirchenkreis Ansbach-Würzburg der Evangelisch-Lutherischen Kirche in Bayern.

## Beschreibung

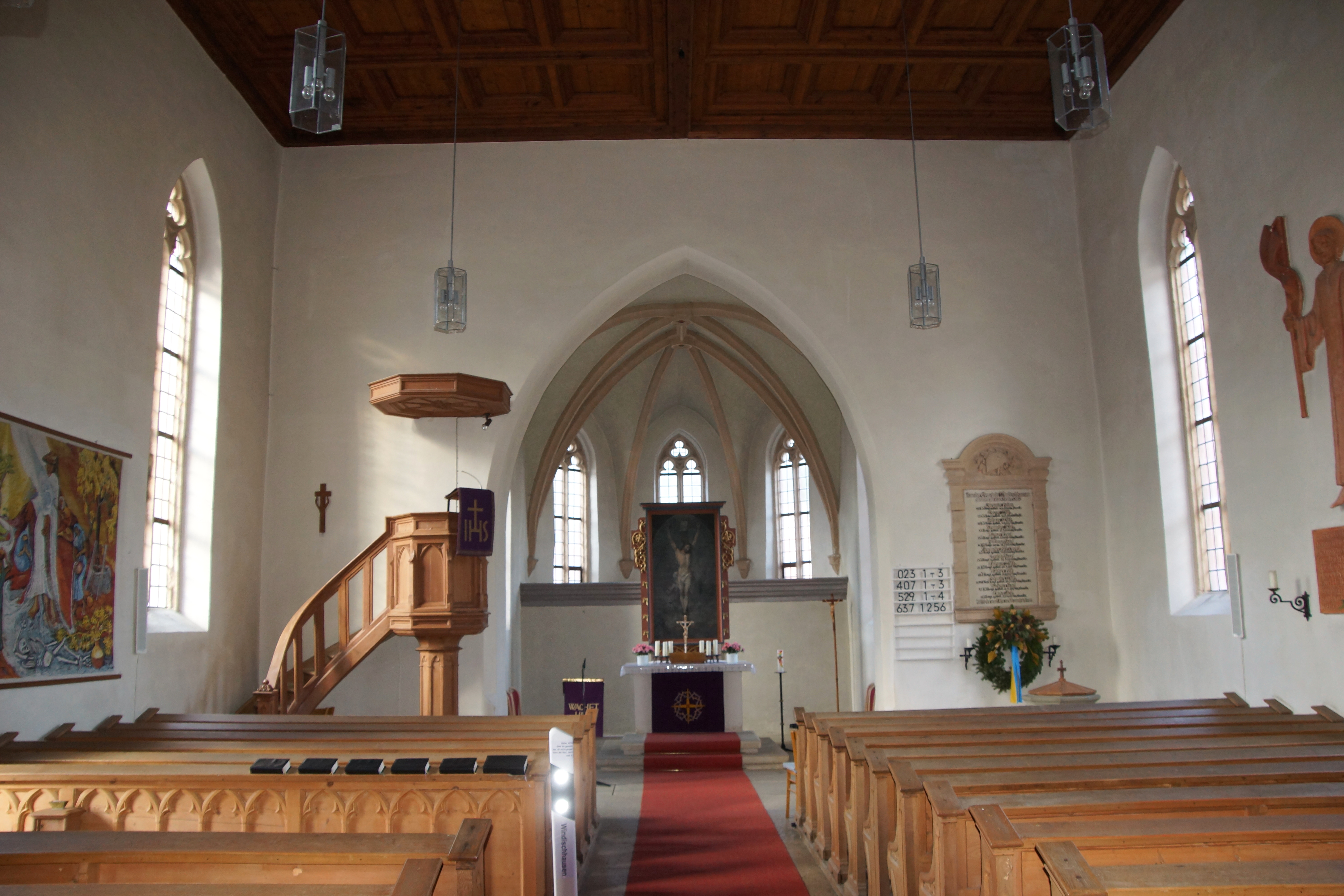
Langhaus mit Blick auf den Chorraum

Die mittelalterliche, von Bischof Gundekar II. geweihte Vorgängerkirche aus dem 11. Jahrhundert auf dem Friedhof am Ortsrand wurde wegen Baufälligkeit von 1873 bis 1876 durch eine neugotische im Ortskern anstelle des zugeschütteten Dorfweihers ersetzt. Der Friedhof blieb an seinem alten Platz. Die neugotische Saalkirche besteht aus einem Langhaus, das mit einem Satteldach bedeckt ist, einem eingezogenen, dreiseitig geschlossenen Chor im Nordosten und einem Fassadenturm im Südwesten, der mit einem schiefergedeckten, achtseitigen Knickhelm bedeckt ist. 1893 wurde die Stuckdecke durch eine Holzvertäfelung ersetzt. Die Wände werden von Strebepfeilern gestützt. Die letzte umfassende Renovierung war 1959.
Ab 1835 war die Kirche eine Pfarrkirche der Pfarrei Windischhausen. Davor wurde die Kirchengemeinde von der Pfarrei St. Maria (Markt Berolzheim) versorgt. Seit 1948 gehört die Kirche zur Auernheimer Pfarrei St. Georg.
Die Orgel mit 8 Registern und einem Manual wurde 1876 als Opus 144 von G. F. Steinmeyer & Co. gebaut.